# Werner Pohle
Werner Pohle (* 4. Oktober 1925 in Kiel; † 20. März 2012 in Vlotho) war ein deutscher Politiker (SPD). Von 1961 bis 1971 war er Bürgermeister der Stadt Minden und zudem von 1962 bis 1975 Mitglied des Landtags von Nordrhein-Westfalen.

## Leben und Beruf
Nach dem Besuch des Gymnasiums war Werner Pohle zunächst im Reichsarbeitsdienst dienstverpflichtet und später als Wehrpflichtiger Soldat Teilnehmer des Zweiten Weltkriegs. Nach dem Zweiten Weltkrieg absolvierte er eine sozialpädagogische Ausbildung als Sozialfürsorger, die er 1951 in Kiel mit dem Staatsexamen beendete. Von 1951 bis 1953 war er als Erziehungsleiter tätig. Pohle war von 1953 bis 1962 Geschäftsführer der Arbeiterwohlfahrt (AWO) in Minden.
Von 1962 bis 1975 war Pohle Abgeordneter des Wahlkreises Minden-Nord im Landtag NRW und von 1972 bis 1988 Stadtverwaltungsrat und Beigeordneter der Stadt Minden für den Bereich Schule, Jugend, Soziales und Sport. Werner Pohle war verheiratet und hatte ein Kind. Er lebte mit seiner Familie in Vlotho, war aber während seiner Amtszeit als Bürgermeister und Landtagsabgeordneter zusätzlich im Haus des damaligen Ortsvereinskassierers Max Ingberg in der Simeonstraße in Minden gemeldet, da ein Wohnsitz in der Stadt Minden Voraussetzung für das Bürgermeisteramt war.

## Partei
Werner Pohle trat 1948 den Jusos in Schleswig-Holstein und Kassel bei, ehe er 1950 Mitglied der SPD wurde. Bereits zwei Jahre später wurde er als AWO-Geschäftsführer zum stellvertretenden Vorsitzenden des SPD-Ortsvereins Minden gewählt. Ab 1956 war er außerdem Mitglied des SPD-Unterbezirksvorstandes Minden.

## Abgeordneter
Ab November 1956 war Werner Pohle für die SPD Mitglied der Stadtverordnetenversammlung der Stadt Minden und in führenden Ämtern seiner Fraktion tätig; zunächst hatte er von März bis April 1961 kurzfristig ein Mandat im Kreistag Minden inne. Ab 1962 war Pohle direkt gewählter Abgeordneter des Wahlkreises Minden (145/147) im Landtag Nordrhein-Westfalen, dieses Mandat konnte er bei den folgenden Wahlen bestätigen und behielt es bis 1975. Im Düsseldorfer Landtag war er von 1962 bis 1966 stellvertretender Vorsitzender des Ausschusses für Geschäftsordnung und Immunität, von 1966 bis 1970 Vorsitzender des Ausschusses Jugend und Familie sowie von 1970 bis 1975 Vorsitzender des Ausschusses für Jugend, Familie und politische Bildung. Außerdem war er ab 1970 auch Mitglied des Präsidiums des Landtags.

## Öffentliche Ämter
Von August 1959 bis April 1961 war Werner Pohle stellvertretender Bürgermeister der Stadt Minden. Seit dem plötzlichen Tod von Bürgermeister Karl Rust (FDP) am 19. Juni 1960 führte Pohle kommissarisch die Amtsgeschäfte des Bürgermeisters. Im April 1961 wählte ihn die Stadtverordnetenversammlung im Alter von 35 Jahren zum ersten sozialdemokratischen Bürgermeister der Stadt Minden. Das Amt des Bürgermeisters führte er bis zum Dezember 1971 aus, sein Nachfolger wurde SPD-Fraktionsvorsitzender Hans-Jürgen Rathert. Er verfügte zudem über Aufsichtsratsmandate.

## Ehrenamtliche Tätigkeiten
Pohle war insgesamt 28 Jahre lang Vorsitzender der Lebenshilfe Geistig Behinderter Kinder im Kreis Minden. Außerdem hatte er den Vorsitz des Kuratoriums Mutterhaus Salem Köslin sowie des Martini Bauvereins inne. Weiterhin war Pohle stellvertretender Vorsitzender des Diakonischen Werkes Minden und des Dombauvereins. Darüber hinaus beteiligte er sich jeweils als Gründungsmitglied im Verein für christlich-jüdische Zusammenarbeit sowie im Förderverein der Ingenieurschule Minden.

## Auszeichnungen und Ehrungen
- 1973: Bundesverdienstkreuz am Bande
- 1974: Deutsche Feuerwehr-Ehrenmedaille des Deutschen Feuerwehrverbandes
- 1977: Silberne Ehrenmedaille des Mindener Kinderchors
- 1985: Silberne Ehrennadel M.T.V. Minden
- 1989: Ehrenring der Stadt Minden
- 1989: Sportmedaille der Stadt Minden
- 1990: Goldenes Kronenkreuz der Diakonie
- 1990: Bundesverdienstkreuz 1. Klasse